# دی‌جی علی‌گیتور
علی اصغر مواسات (زادهٔ ۱۹ اسفند ۱۳۵۳ در تهران) که با نام هنری دی‌جی علی‌گیتور (به انگلیسی: DJ Aligator) شناخته می‌شود، یک دی‌جی مشهور ایرانی است.

## خوانندگی
علی گیتور در سال ۲۰۰۰ با آهنگ «سوت» (به انگلیسی: The Whistle Song) در کشور دانمارک به شهرت رسید. او در کنار خوانندگی به آهنگسازی نیز می‌پردازد. او آهنگ‌هایش را به گفتهٔ خودش، به سبک‌های ترنس و کلاب می‌سازد.

## همکاری مشترک
وی یکی از ترانه‌های خود به نام «موسیقی زبان من است» را به همراه آرش خوانده‌است و همچنین همخوانی مشترکی با یاس داشته‌است که این آهنگ از محبوبیت زیادی در زمان خود برخوردار شد
وی همچنین با خوانندگان مطرح بین‌المللی از جمله مدینا همکاری داشته‌است.